# Karl Wisnar

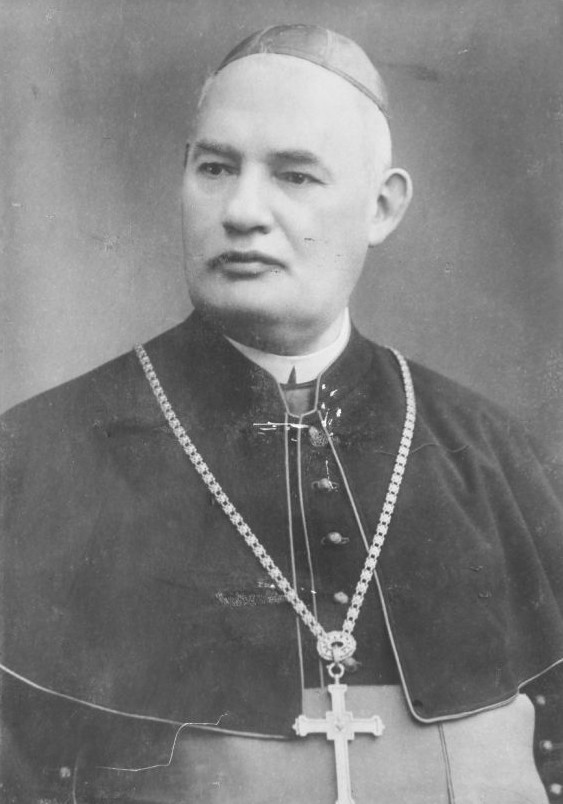

Karl Wisnar (tschechisch Karel Wisnar; * 25. Oktober 1852 in Freiberg i. Mähren, Kaisertum Österreich; † 18. April 1926 in Olmütz, Tschechoslowakei) war ein tschechischer Geistlicher sowie Weihbischof und Generalvikar des Erzbistums Olmütz.

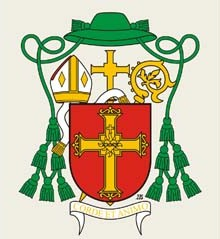
Wappen

Wisnar wurde am 19. März 1875 für das Erzbistum Olmütz zum Priester geweiht. 1875 wurde er Dozent am Erzbischöflichen Seminar und promovierte 1879 zum Doktor der Theologie. Von 1881 bis 1898 war er Professor für Dogmatik an der Theologischen Fakultät der Universität Olmütz, 1890 wurde er zu deren Dekan gewählt. 1901 wurde er Kanoniker. 
Papst Pius X. ernannte ihn am 14. November 1904 zum Titularbischof von Callipolis und Weihbischof in Olmütz. Franziskus von Sales Bauer, Erzbischof von Olmütz weihte ihn am 18. Dezember 1904 zum Bischof. Mitkonsekratoren waren Josef Doubrava, Bischof von Königgrätz, und Paul Huyn, Bischof von Brünn. 1906 wurde er zum Generalvikar von Olmütz ernannt.